# Alaska – Die Spur des Polarbären
Alaska – Die Spur des Polarbären ist ein US-amerikanischer Abenteuerfilm aus dem Jahr 1996. Regie führte Fraser Clarke Heston. Sein Vater Charlton Heston übernahm eine Nebenrolle in dem Film.

## Handlung
Nach dem Tod ihrer Mutter müssen die Geschwister Jessie und Sean bei ihrem Vater, Jake Barnes, in der Einöde Alaskas leben. Vor allem Sean fällt es schwer, sein neues Leben zu akzeptieren. Jake ist berufsbedingt selten zu Hause, da er mit seinem Propellerflugzeug Post und leichte Fracht befördert. Eines Tages erhält er abends noch einen Auftrag. Per Funk gibt Jake seiner Tochter durch, von wo er abgeflogen ist, wann er diesen Ort verlassen hat und nennt ihr seine Fluggeschwindigkeit. Jessie berechnet, dass er den Devils Thumb (Teufelsdaumen), einen 2777 m hohen Berg der Boundary Ranges, passiert haben muss. Inzwischen fliegt Jake direkt in eine Gewitterfront.
Am Funkgerät müssen die Geschwister mit anhören, wie Jake während des Fluges die Kontrolle über die Maschine verliert und in der Wildnis abstürzt. Obwohl jeder im Dorf annimmt, dass er tot ist, und Rettungsmaßnahmen ergebnislos verlaufen, begeben die Geschwister sich auf eine abenteuerliche Reise, um nach ihrem Vater zu suchen. Ihre Reise beginnt mit dem Kajak entlang der Küste Alaskas. Nicht lange nach ihrem Aufbruch befreien sie einen kleinen Eisbären aus einem küstennahen Wilderercamp, den zwei Wilderer, nachdem sie die Mutter des Tieres getötet haben, verkaufen wollten. Der Eisbär begleitet sie auf ihrem Weg ins Landesinnere, wo sie einige Pässe und Berge erklimmen sowie Täler und Flüsse hinter sich lassen müssen.
Bei ihrer Fahrt mit einem Kanu, das die Geschwister in einer Hütte gefunden haben, geraten sie auf einem reißenden Gebirgsfluss in gefährliche Stromschnellen und stürzen einen Wasserfall hinab, wobei beide ins Wasser fallen. Jessie gelangt über einen über dem Fluss liegenden Baumstamm ans Ufer, und Sean wird später entkräftet von einem Einheimischen aus dem Wasser gezogen. Nach einer Nacht im Zelt setzen die Jugendlichen ihre Suche nach dem Vater fort. Die Wilderer, die den Eisbären unbedingt zurückhaben wollen, bleiben ihnen aber auf den Fersen. Der Bär, den sie inzwischen „Flocke“ getauft haben, wird von den Wilderern aus einem Helikopter heraus betäubt und anschließend mitgenommen, kann jedoch später flüchten.
Tatsächlich finden Sean und Jessie ihren durch den Absturz verletzten Vater, der an einer Felswand im Flugzeugwrack ausharrt. In einer halsbrecherischen Abseilaktion gelingt es ihnen, den Verletzten zu bergen. Dabei ist „Flocke“ ihnen eine große Hilfe. Kurz darauf werden alle von einem Kollegen Jakes gefunden, der Jessie und Sean mit einem anderen Helikopter gesucht hatte. Der Eisbär „Flocke“ erhält die Freiheit zurück und schließt sich einer Eisbärenfamilie an. Die Freundschaft mit dem Bären und die Erfahrungen während der abenteuerlichen Suche nach dem Vater tragen dazu bei, dass Sean beginnt, sein neues Leben in Alaska zu akzeptieren.

## Produktion und Hintergrund
Der Film entstand in der Zeit vom 10. Juli bis 3. Oktober 1995.
Gedreht wurde im Denali-Nationalpark in Alaska, im Blackcomb Glacier Provincial Park und im Bugaboo Provincial Park sowie in Purcell Range und in Vancouver in British Columbia, Kanada. Der Film, der mit überwältigenden Landschaftsaufnahmen punktet, enthält auch die Botschaft, dass die Natur und die darin lebenden Tiere unter allen Umständen geschützt werden müssen.
Bei einem geschätzten Budget von 23.000.000 Dollar, betrugen die Einnahmen in den USA rund 126.388.666 Dollar, insgesamt knapp 130.000.000.
Regisseur Fraser Clarke Heston ist der Sohn von Charlton Heston.

## Rezeption

### Kritik
James Berardinelli lobte auf movie-reviews.colossus.net die Kameraarbeit und kritisierte die schwache Besetzung der Rollen.
artechock findet, dass Handlung und Schauspieler den Besuch des Films nur bedingt wert sind, „eher schon die großartige Landschaft (das Tourismusamt Alaskas hat den Film gesponsert),“ doch „dass auch diese ein bißchen zu kurz kommt“.

### Auszeichnungen
Der Film erhielt 1997 folgende drei Young-Artist-Award-Nominierungen:
- Bester Familienfilm
- Bester jugendlicher Hauptdarsteller: Vincent Kartheiser
- Beste jugendliche Hauptdarstellerin: Thora Birch